# Sound Forge
Sound Forge ou Sony Sound Forge (anciennement Sonic Foundry Sound Forge) est une suite logicielle de montage son produite par Sony Creative Software.
Elle vise le public professionnel et semi-professionnel. Une version limitée baptisée Sound Forge Audio Studio propose un éditeur audio d'entrée de gamme à bas prix, anciennement connu sous le nom de Sound Forge LE. En 2003, la maison-mère Sonic Foundry connaît des pertes et souffre de la compétition dans le secteur ; elle accepte de vendre sa suite bureautique de bureau pour l'audio et musique à Sony Pictures Digital pour 18 millions de dollars.
Elle a été rachetée par la société allemande MAGIX.